# Martin Starr
Martin Starr, pseudonimo di Martin James Pflieger Schienle (Santa Monica, 30 luglio 1982), è un attore e comico statunitense.

## Biografia
Starr è nato a Santa Monica, in California. Sua madre, Jean St James (nata Pflieger), è un'attrice, e suo padre, Jim Schienle, è un istruttore al Pasco-Hernando Community College. Viene lanciato nel 1999, a 17 anni, nella serie TV Freaks and Geeks, a cui seguiranno svariate apparizioni in spettacoli come Ed, Roswell, Revelations, Providence. Nel 2005 è apparso come guest star in un episodio di How I Met Your Mother. Ha lavorato diverse volte con il regista Judd Apatow, sia in Molto incinta (2007) che in Su×bad - Tre menti sopra il pelo.
Nel 2008 interpreta l'insegnante Roger Harrington nel film L'incredibile Hulk, ruolo che poi riprende nel film Spider-Man: Homecoming (2017) e nei suoi sequel Spider-Man: Far from Home (2019) e Spider-Man: No Way Home (2021). Nel 2009 ha partecipato alla commedia Adventureland con Jesse Eisenberg ed è tra i protagonisti della serie cult Party Down. Dal 2011 al 2013 partecipa alla demenziale NTSF:SD:SUV::,  quindi nel 2014 entra a far parte del cast principale della serie televisiva Silicon Valley nel ruolo del programmatore Bertram Gilfoyle. Nel 2019 recita nel ruolo di Alec nel film Honey Boy, scritto e interpretato da Shia LaBeouf.

## Filmografia

### Cinema
- Eroe per caso (Hero), regia di Stephen Frears (1992)
- Xtro 3: Watch the Skies, regia di Harry Bromley Davenport (1995)
- Eyeball Eddie, regia di Elizabeth Allen Rosenbaum - cortometraggio (2001)

- Robbie's Brother, regia di Wendy Bott e Tom Dorfmeister (2001)
- 110 e frode (Stealing Harvard), regia di Bruce McCulloch (2002)
- Cheats, regia di Andrew Gurland (2002)
- American Party - Due gambe da sballo (Who's Your Daddy?), regia di Andy Fickman (2002)
- Band Camp, regia di Tara Pinley - cortometraggio (2003)
- Fish Burglars, regia di Gideon Brower - cortometraggio (2004)
- Derby in famiglia (Kicking & Screaming), regia di Jesse Dylan (2005)
- The Toast, regia di Kevin McDermott (2005)
- American Storage, regia di Andrew Jay Cohen - cortometraggio (2006)
- A Midsummer Night's Rewrite, regia di Barry Langer - cortometraggio (2006)
- Molto incinta (Knocked Up), regia di Judd Apatow (2007)
- Su×bad - Tre menti sopra il pelo (Superbad), regia di Greg Mottola (2007)
- Walk Hard - La storia di Dewey Cox (Walk Hard: The Dewey Cox Story), regia di Jake Kasdan (2007)
- Good Dick, regia di Marianna Palka (2008)
- L'incredibile Hulk (The Incredible Hulk), regia di Louis Leterrier (2008)
- Adventureland, regia di Greg Mottola (2009)
- Oh Joy, regia di Lex Halaby - cortometraggio (2009)
- Il primo dei bugiardi (The Invention of Lying), regia di Ricky Gervais e Matthew Robinson (2009)
- The Last Lovecraft: Relic of Cthulhu, regia di Henry Saine (2009)
- 1-900-Drinking-Buddy, regia di Raymond C. Lai - cortometraggio (2009)
- Big Breaks, regia di David Krumholtz - cortometraggio (2009)
- Lovepocalypse, regia di Sanjeev Sirpal - cortometraggio (2010)
- Church & State, regia di Betsy Kelso - cortometraggio (2010)
- Beastie Boys: Fight for Your Right Revisited, regia di Adam Yauch - cortometraggio (2011)
- A Good Old Fashioned Orgy, regia di Alex Gregory e Peter Huyck (2011)
- 6 Month Rule, regia di Blayne Weaver (2011)
- Save the Date, regia di Michael Mohan (2012)
- Angel of Death, regia di Bradley Scott - cortometraggio (2012)
- The Lifeguard, regia di Liz W. Garcia (2013)
- Deep Dark Canyon, regia di Abe Levy e Silver Tree (2013)
- The Apocalypse, regia di Andrew Zuchero - cortometraggio (2013)
- Facciamola finita (This Is the End), regia di Evan Goldberg e Seth Rogen (2013)
- The Sidekick, regia di Michael J. Weithorn - cortometraggio (2013)
- Veronica Mars - Il film (Veronica Mars), regia di Rob Thomas (2014)
- Playing It Cool, regia di Justin Reardon (2014)
- Dead Snow 2: Red vs Dead, regia di Tommy Wirkola (2014)
- Nei miei sogni (I'll See You in My Dreams), regia di Brett Haley (2015)
- Spider-Man: Homecoming, regia di Jon Watts (2017)
- Honey Boy, regia di Alma Har'el (2019)
- Spider-Man: Far from Home, regia di Jon Watts (2019)
- Spider-Man: No Way Home, regia di Jon Watts (2021)
- Samaritan, regia di Julius Avery (2022)

### Televisione
- G vs E – serie TV, episodio 2x07 (2000)
- Freaks and Geeks – serie TV, 18 episodi (1999-2000)
- Normal, Ohio – serie TV, episodio 1x06 (2000)
- Ed – serie TV, episodio 1x17 (2001)
- Mysterious Ways – serie TV, episodio 2x02 (2001)
- Roswell – serie TV, episodi 3x02-3x03-3x13 (2001-2002)
- Undeclared – serie TV, episodio 1x15 (2002)
- Providence – serie TV, episodio 5x07 (2002)
- Revelations – miniserie TV (2005)
- How I Met Your Mother – serie TV, episodio 1x08 (2005)
- Clark and Michael – serie TV (2007)
- Wainy Days – serie TV, episodio 2x05 (2007)
- Party Down – serie TV, 25 episodi (2009–2023)
- The League – serie TV, episodio 2x10 (2010)
- Mad Love – serie TV, episodi 1x02-1x07 (2011)
- Marcy – serie TV, episodio 1x04 (2011)
- Childrens Hospital – serie TV, episodio 3x13 (2011)
- Community – serie TV, episodio 3x02 (2011)
- Dating Rules from My Future Self – serie TV, episodi 1x01-1x03-1x07 (2012)
- Parks and Recreation – serie TV, episodio 4x14 (2012)
- New Girl – serie TV, episodio 1x18 (2012)
- Futurestates – serie TV, episodio 3x02 (2012)
- Christine – serie TV, episodi 1x08-1x11 (2012)
- Breaking In – serie TV, episodio 2x13 (2012)
- The Aquabats! Super Show! – serie TV, episodio 2x05 (2013)
- Franklin & Bash – serie TV, episodio 3x05 (2013)
- NTSF:SD:SUV:: – serie TV, 31 episodi (2011-2013)
- Burning Love – serie TV, 10 episodi (2013)
- The Goldbergs – serie TV, episodio 1x13 (2014)
- Newsreaders – serie TV, episodio 2x08 (2014)
- Married – serie TV, episodio 2x06 (2015)
- Kirby Buckets – serie TV, episodio 2x01 (2015)
- Hawaii Five-0 – serie TV, 4 episodi (2010-2016)
- Future Man – serie TV, episodio 1x04 (2017)
- Life in Pieces – serie TV, 5 episodi (2015-2019)
- Drunk History – serie TV, 5 episodi (2013–2019)
- Schooled – serie TV, episodio 2x09 (2019)
- Silicon Valley – serie TV, 53 episodi (2014-2019)
- Tacoma FD – serie TV, episodi 1x06-2x05 (2019-2020)
- Cabinet of Curiosities (Guillermo del Toro's Cabinet of Curiosities) – serie TV, episodio 1x04 (2022)
- Tulsa King – serie TV, 9 episodi (2022–2023)

## Doppiatori italiani
Nelle versioni in italiano delle opere in cui ha recitato, Martin Starr è stato doppiato da:
- Alessandro Quarta in Spider-Man: Homecoming, Spider-Man: Far from Home,  Spider-Man No Way Home
- Emiliano Coltorti in Party Down, Silicon Valley, Hawaii Five-0 (prima voce), Tulsa King
- Nanni Baldini in Hawaii Five-0 (seconda voce), Samaritan
- Riccardo Scarafoni in Molto incinta, Honey Boy
- Andrea Lopez in Nei miei sogni, Guillermo del Toro's Cabinet of Curiosities
- Luigi Morville in Adventureland
- Marco Vivio in Veronica Mars - Il film
- Simone D'Andrea in Community
- Massimo Di Benedetto in NTSF:SD:SUV::
- Alessandro Campaiola in The Goldbergs
- Luca Ghignone in Playing it Cool
- Marco Baroni in Roswell
- Corrado Conforti in Revelations
- Teo Bellia in Life in Pieces